# Guerson ben Salomó
Guerson ben Salomó va ser un escriptor, filòsof, matemàtic i talmudista jueu que va viure a Arle, Provença, a la meitat del segle xiii. Va morir probablement a Perpinyà. És possible que fos net de Bonastruc ça Porta i pare de Leví ben Guerson. Als voltants de 1280 compilà una enciclopèdia titulada Xaar ha-Xamàyim (Porta del Cel), que conté moltes citacions i fins i tot tractats sencers de traduccions anteriors d'obres escrites en àrab. Després de Xem-Tov ibn Falaquera va dividir el seu treball en tres parts, dedicades respectivament a:física: incloent-hi un capítol sobre els somnis; astronomia: preses principalment d'Abu-l-Abbas al-Fargani; teologia o metafísica: que parteix de coneixement previ i que —com diu expressament—, no conté res de nou, sinó que és una còpia del Llibre de l'ànima de Maimònides. Els autors grecs citats són Alexandre d'Afrodísies, Aristòtil, Empèdocles, Galè, Hipòcrates, Homer, Plató, Ptolemeu, Pitàgores, Temistio, i Teofrast, i els àrabs: Abbas Ibn Ali al-Magusi, Ali Ibn Ridwan, Averrois, Avicenna, Costa ibn Lucca, Al-Farabi, Al-Fargani, Chonain, Isaac Israeli, Ibn Tufayl, i Ibn Zuhr. El treball va ser publicat a Venècia el 1547 i a Frankfurt del Main el 1801. El seu fill, Levi ben Gerson, es distingí pels seus escrits sobre la Bíblia.
D'aquesta obra Torres i Amat esmenta que hi havia exemplars manuscrits a la biblioteca d'Oxford i al biblioteca Vaticana.